# Fjøløy

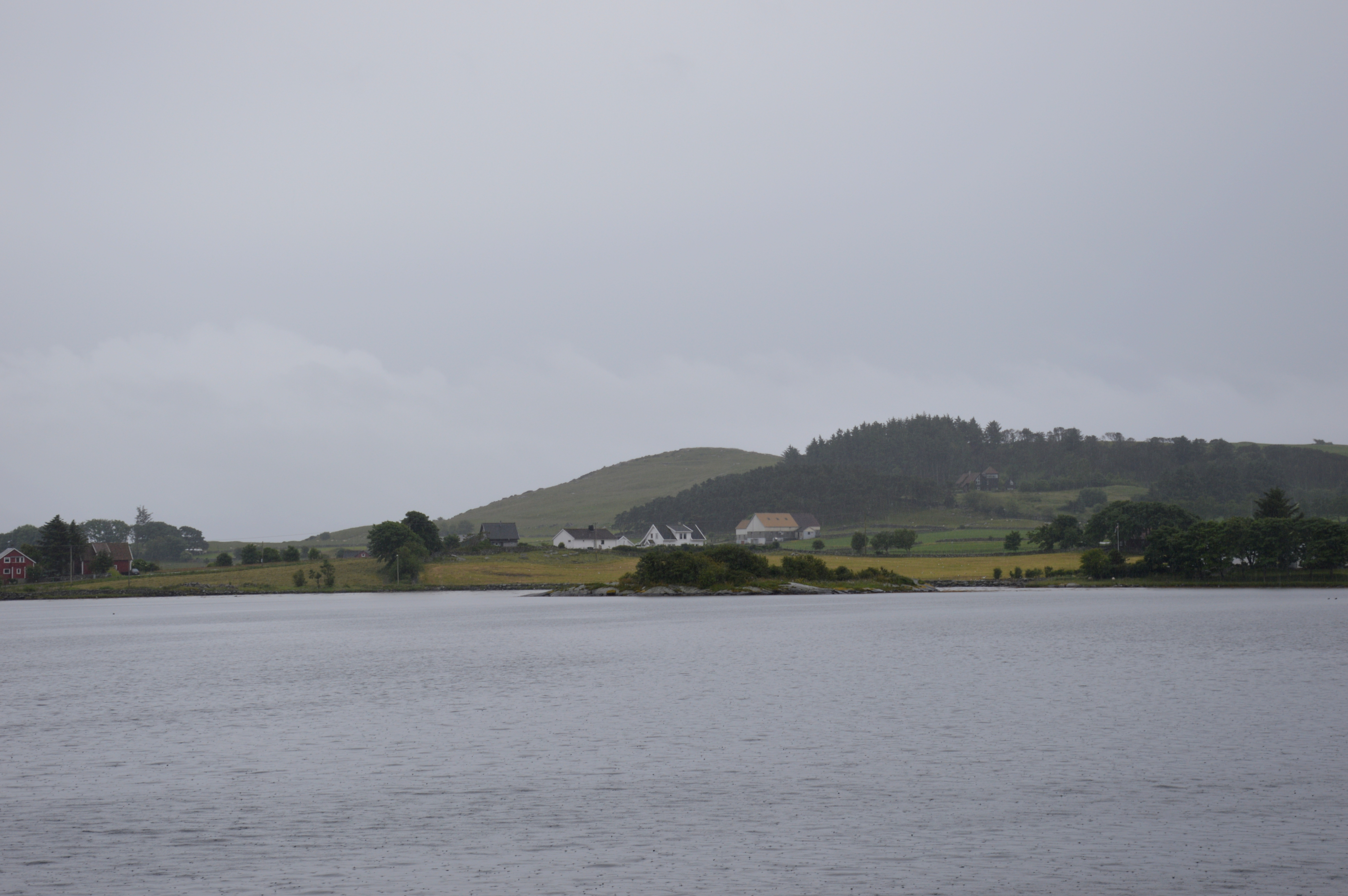
Blick auf Fjøløy von Norden von Klosterøy am Kloster Utstein

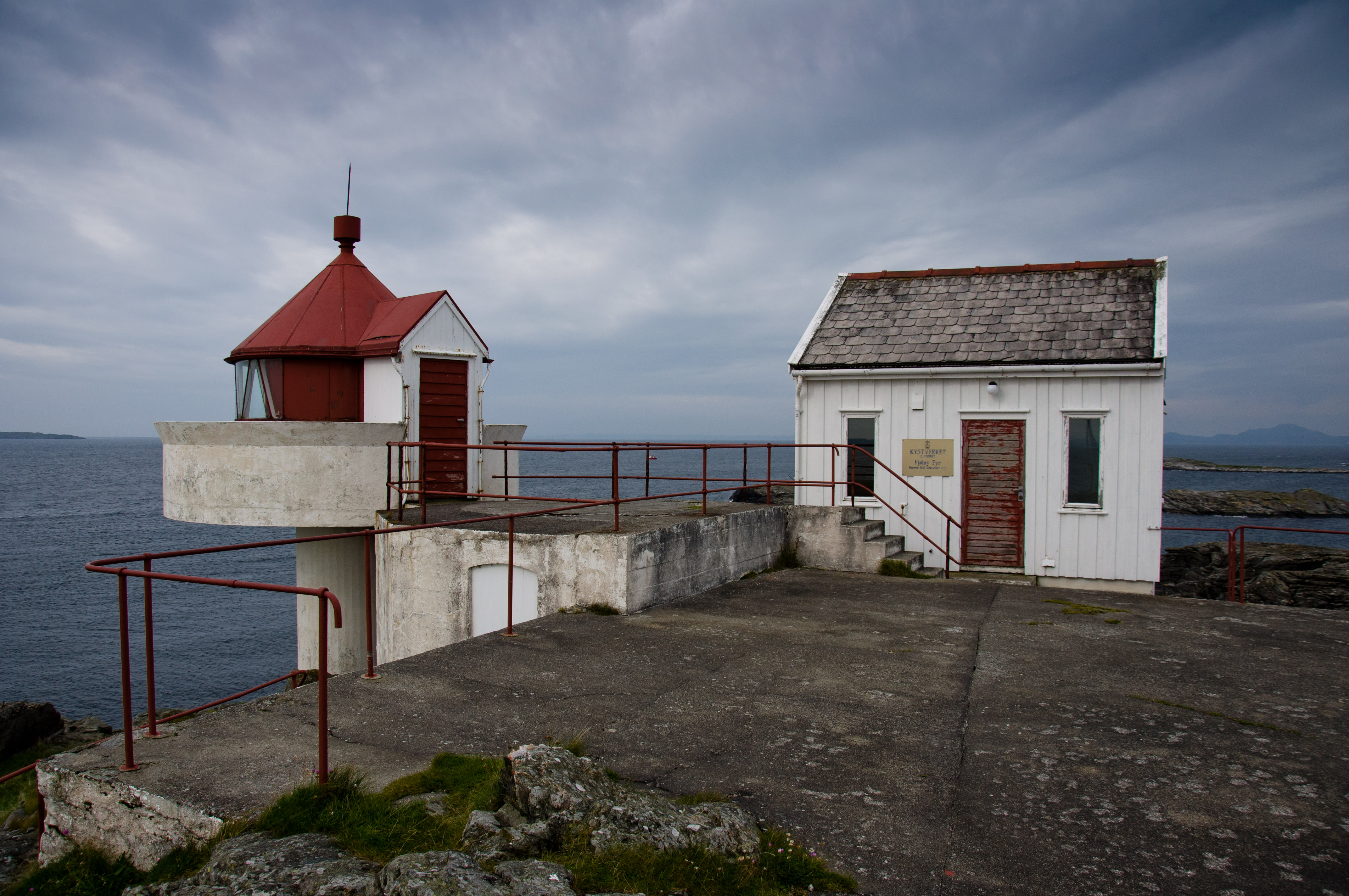
Leuchtturm Fjøløy

Fjøløy ist eine Insel in der Nordsee an der norwegischen Küste. Sie gehört zur Gemeinde Stavanger in der Provinz Rogaland.
Die Insel liegt auf der Südseite des Boknafjords westlich vor der größeren Insel Mosterøy und nördlich von Stavanger. Nördlich von Fjøløy liegt, getrennt durch den Klostervågen, die Insel Klosterøy mit der über eine Brücke eine Straßenverbindung besteht, die über weitere Inseln letztlich bis zum Festland führt. Darüber hinaus ist die Insel von einer Vielzahl kleineren Inseln umgeben. Die Größeren hiervon sind im Norden Fjøløya, im Osten Kuholmen, Søre Lamholmen, Stora Svarthovet, Litla Svarthovet und im Westen zum Meer hin Fluarholmen, Svartaskjeret, Urholmen und Jensholmen. Fjøløy erstreckt sich von Nordwesten nach Südosten über etwa 2,1 Kilometer bei einer Breite von bis zu etwa 1,75 Kilometern. Sie erreicht eine Höhe von 85 Metern. Im Inselinneren liegt der See Fjøløyvatnet.
Auf der Insel befinden sich mehrere Gehöfte und kleinere Ansiedlungen.
Aufgrund ihrer Lage an der Küste kam der Insel eine strategische Bedeutung für den Schiffsverkehr zu. An der Westküste der Insel befindet sich der erstmals 1849 errichtete Leuchtturm Fjøløy sowie die während des Zweiten Weltkriegs gebaute Heeres-Küsten-Batterie 5./978 Fjøløy. Mehrere landwirtschaftlich geprägte Gebäude an der Nordküste der Insel stehen unter Denkmalschutz. Im Nordwesten gibt es eine prähistorische Grabanlage. Im Verhältnis zu den benachbarten größeren Inseln spielt der Tourismus eine untergeordnete Rolle.